# 라 울티마 에스페란사
《라 울티마 에스페란사》(스페인어: La última esperanza)은 1993년 방영된 멕시코의 텔레노벨라이다.